# Она (филм из 2013)
Она (енгл. Her) је амерички филм режисера, сценаристе и продуцента Спајка Џоунза.
Радња филма одвија се 2025. године и прати човека који улази у везу са интелигентним компјутерским оперативним системом који има женски глас и личност. Главне улоге тумаче Хоакин Финикс, Ејми Адамс, Руни Мара, Оливија Вајлд и Скарлет Џохансон.
Филм је наишао на одличан пријем код критичара и освојио је бројне награде. Био је номинован за три Златна глобуса (у категоријама Најбољи играни филм - мјузикл или комедија, Најбољи глумац у играном филму - мјузикл или комедија и Најбољи сценарио коју је освојио). Такође је био номинован за пет Оскара, а освојио је једног - за најбољи оригинални сценарио Спајка Џоунза, коме је ово уједно и први сценарио који је написао самостално.

## Улоге
- Хоакин Финикс као Теодор Томбли
- Скарлет Џохансон као Саманта (глас)
- Ејми Адамс као Ејми
- Руни Мара као Кетрин
- Оливија Вајлд као Амелија
- Крис Прет као Пол
- Мет Лечер као Чарлс
- Лук Џоунс као Марк Луман
- Кристен Виг као Sexy Kitten (глас)
- Бил Хејдер као пријатељ са чета #2 (глас)
- Спајк Џоунз као ванземаљско дете (глас)
- Порша Даблдеј као Изабела
  - Соко као Изабела (глас)
- Брајан Кокс као Алан Вотс (глас)